# حلق عميق
حلق عميق (بالإنجليزية: Deep Throat)‏ هو فيلم إباحي أمريكي صدر عام 1972، وهو من كتابة وإخراج جيرارد داميانو وتمثيل ليندا لوفليس.
يعتبر الفيلم أحد أوائل الأفلام الإباحية التي تتضمن حبكة وتطور الشخصيات واهتماما بقواعد الإنتاج. تلقى الفيلم اهتماما تجاوز الوسط الإباحي نحو وسائل الإعلام الرئيسية، كما أطلق ما عرف بعصر الإباحية الذهبي، كما أن الفيلم منع في بعض المناطق وكان موضوعا لعدة قضايا داخل المحاكم.

## روابط خارجية
- حلق عميق على موقع IMDb (الإنجليزية)
- حلق عميق على موقع ألو سيني (الفرنسية)
- حلق عميق على موقع Turner Classic Movies (الإنجليزية)
- حلق عميق على موقع أول موفي (الإنجليزية)
- حلق عميق على موقع فيلمافينيتي (الإسبانية)
- حلق عميق على موقع قاعدة بيانات الأفلام السويدية (السويدية)
- حلق عميق على موقع قاعدة بيانات الفيلم (الإنجليزية)
- حلق عميق على موقع ليتربوكسد (الإنجليزية)
- حلق عميق على موقع كينوبويسك (الروسية)